# Ariadna (nombre)
Ariadna es un nombre propio femenino de origen griego en su variante en español. Proviene del griego antiguo Ἀριάδνη  (Ariádnē), que significa "muy pura, muy santa" "Dulce canto" o " dulce cantar. En la mitología griega, Ariadna era hija de Minos y Pasífae, y ayudó a Teseo a derrotar al Minotauro dándole un ovillo de hilo para que atara uno de los extremos a la puerta del laberinto.

## Santoral
17 de septiembre, también se celebra el 17 de octubre aunque, no es muy común.

## Variantes
| Variantes en otras lenguas | Variantes en otras lenguas |
| -------------------------- | -------------------------- |
| Español                    | Ariadna, Ariana            |
| Alemán                     | Ariadne                    |
| Búlgaro                    | Ариадна (Ariadna)          |
| Catalán                    | Ariadna                    |
| Checo                      | Ariadna                    |
| Croata                     | Arijadna                   |
| Danés                      | Ariadne                    |
| Esperanto                  | Ariadna                    |
| Euskera                    | Arene                      |
| Finlandés                  | Ariadne                    |
| Francés                    | Ariane                     |
| Gallego                    | Ariadna                    |
| Griego                     | Αριάδνη (Ariádnē)          |
| Holandés                   | Ariadne                    |
| Húngaro                    | Ariadné                    |
| Inglés                     | Ariadne                    |
| Italiano                   | Arianna                    |
| Latín                      | Ariadna/Ariadne            |
| Lituano                    | Ariadnė                    |
| Noruego                    | Ariadne                    |
| Polaco                     | Ariadna                    |
| Portugués                  | Ariadne                    |
| Ruso                       | Ариадна (Ariadna)          |
| Serbio                     | Аријадна (Arijadna)        |
| Sueco                      | Ariadne                    |
| Ucraniano                  | Аріадна (Ariadna)          |
| Japonés                    | アリアドナ(Ariadona)       |

## Personajes célebres
- Thalía, actriz y cantante mexicana cuyo nombre completo es Ariadna Thalía Sodi Miranda
- Ariadna Castellano, actriz española
- Ariadna G. García, poetisa española
- Ariadna Gil, actriz española
- Ariadne Artiles, modelo española
- Ariane de Orange-Nassau, princesa holandesa
- Ariane Moffatt, cantante y compositora canadiense.
- Arianna, cantante mexicana.
- Ariana Grande, cantante, modelo y actriz estadounidense
- Arianna Savall, cantante y arpista
- Ariadne Diaz, actriz mexicana
- Ariadna Gutiérrez, modelo colombiana y Miss Universo
- Ariadna Gaya

## En la cultura
- La sonrisa de Ariadna, novela del escritor José María Mendiluce.
- Ariadna en Naxos, ópera de Richard Strauss.
- El paraíso de Ariana, novela de la escritora ecuatoriana Viviana Cordero.